# Mordelloides
Mordelloides is een geslacht van kevers uit de familie spartelkevers (Mordellidae).
Het geslacht is voor het eerst wetenschappelijk beschreven in 1939 door Ray.

## Soorten
Het geslacht omvat de volgende soort:
- Mordelloides acuticauda Ray, 1939